# Assimiou Touré
Assimiou Touré (ur. 1 stycznia 1988 w Sokodé) – piłkarz togijski, zawodnik SpVgg Burgbrohl. W reprezentacji Togo zadebiutował w 2006 roku. Otrzymał od trenera reprezentacji Otto Pfistera powołanie na Mistrzostwa Świata w 2006 roku.